# Kito Falatea
Pour les articles homonymes, voir Falatea.
Pas d'image ? Cliquez ici

a Compétitions nationales et continentales officielles uniquement.

Dernière mise à jour le 21 mai 2025.
Kito Falatea, né le 3 août 1998, est un joueur français de rugby à XV évoluant au poste de talonneur.

## Biographie
Originaire de l'île de Futuna, Kitoluka Falatea est issu d'une fratrie de dix enfants. Dans son entourage familial ayant environ son âge, il est le frère de Sipili Falatea ainsi que l'oncle de Yoram Moefana,. Sa fratrie compte également ses frères aînés Taofifenua – le père de Yoram – Tiaki et Tapu.
Kito et Sipili considèrent Yoram comme leur petit frère, que ce soit en raison de leur âge rapproché, ou du statut de premier petit-enfant de la famille. Ils découvrent ensemble la pratique du rugby à XV avec l'association Afili Rugby Futuna,.
Kito Falatea commence sa carrière de joueur en France métropolitaine au sein du club de Colomiers Rugby, à l'instar de ses frères aînés avant lui, puis reste dans la région toulousaine et voisine, licencié au FC TOAC TOEC puis à l'US L'Isle-Jourdain tout en jouant avec les Crabos de Colomiers.
Il joue par la suite avec le RC Vichy en Fédérale 2 ; à cette époque, il est polyvalent entre les postes de pilier, talonneur et troisième ligne.
Lors de la saison 2021-2022, il joue sous les couleurs du SO Chambéry, signant un contrat d'une année ; il ne dispute néanmoins aucune rencontre avec l'équipe première en Nationale,.
Sans club à l'issue de cette dernière, il s'entraîne dans un premier temps dans la région bordelaise avec son frère Sipili et son neveu Yoram, devenus joueurs professionnels avec l'Union Bordeaux Bègles. Il rejoint finalement Bourges XV – l'un des clubs ayant accueilli son frère aîné Taofifenua – évoluant en Fédérale 1, puis en Fédérale 2 la saison suivante, où il se spécialise au poste de talonneur.
Avant l'intersaison 2024, il passe des tests avec le club de l'Union sportive dacquoise, pensionnaire de Pro D2, soit une différence de quatre divisions avec celui de Bourges ; il signe un contrat d'une saison ferme plus une optionnelle. Il joue rapidement les premiers matchs en division professionnelle de sa carrière,.
Avant le terme de sa première saison sous les couleurs dacquoises, son année optionnelle n'est pas activée, et son contrat n'est de fait pas renouvelé. Il s'engage alors avec le CA Périgueux, pensionnaire de Nationale.